# 9,10-二氢-9-氧杂-10-磷杂菲-10-氧化物
9,10-二氢-9-氧杂-10-磷杂菲-10-氧化物（DOPO）是一种有机磷化合物，可用于生产阻燃剂。从结构上来看，它是亚磷酸的衍生物，其P-H中心具有反应性，可使DOPO与许多单体结合。这些单体被掺入聚合物中，以赋予其阻燃性能。
它可由2-苯基苯酚和三氯化磷在三氯化铝存在下反应，再水解后制得。